# Парк Тайчжун
 Парк Тайчжун (кит. 臺中公園) — городской парк в городе Тайчжун, занимает площадь 10,87 га.

## Парк
Парк был создан японцами в его нынешнем месте в 1903 году и затем постоянно видоизменялся. Первоначально парк назывался «Парк Наконосима», но в 1945 году после окончания Второй мировой войны был переименован в «Парк Тайчжун». В 1947 году он получил название «Парк Чжуншань» в честь Сунь Ятсена (по его псевдониму). Однако в 2000 году парку вернули прежнее название «Парк Тайчжун».
Внутри парка располагается озеро под названием «Луна и Солнце» (площадь 1,35 га), где для посетителей парка проводятся экскурсии на байдарках и лодках. По берегам этого озера находятся павильоны, самым старым является павильон «Луна», который был построен в 1892 году. Также историческую ценность представляет павильон, построенный в 1908 году в честь открытия железной дороги. В 1999 году администрацией города Тайчжун парк был признан исторической ценностью.
Кроме озера, остальная часть парка покрыта зелеными лугами, деревьями, цветами. Для горожан, помимо отдыха на воде, предоставлена открытая танцевальная площадка, детская игровая площадка, теннисный корт.
Ежегодно с 15 по 21 января в парке проводится знаменитый Тайваньский фестиваль фонарей, где проходит показ причудливых форм фонарей, а небо озаряется грандиозными фейерверками.

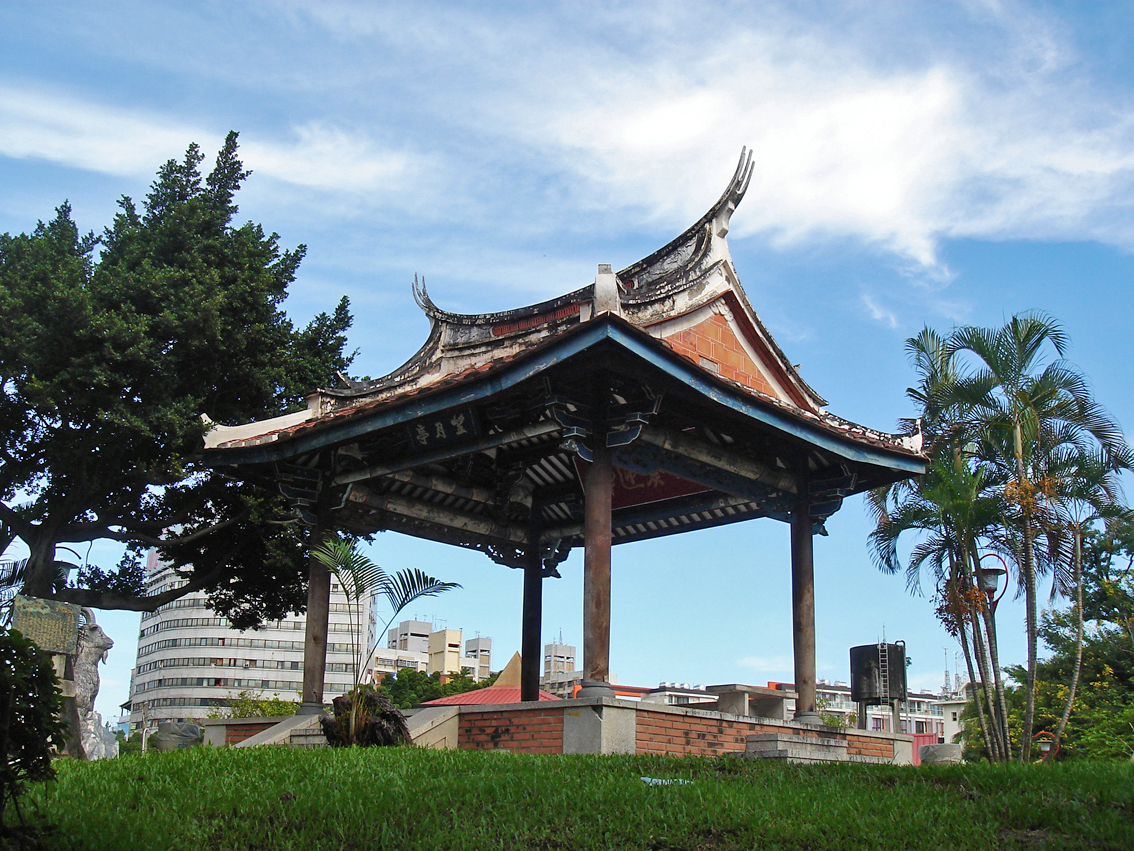
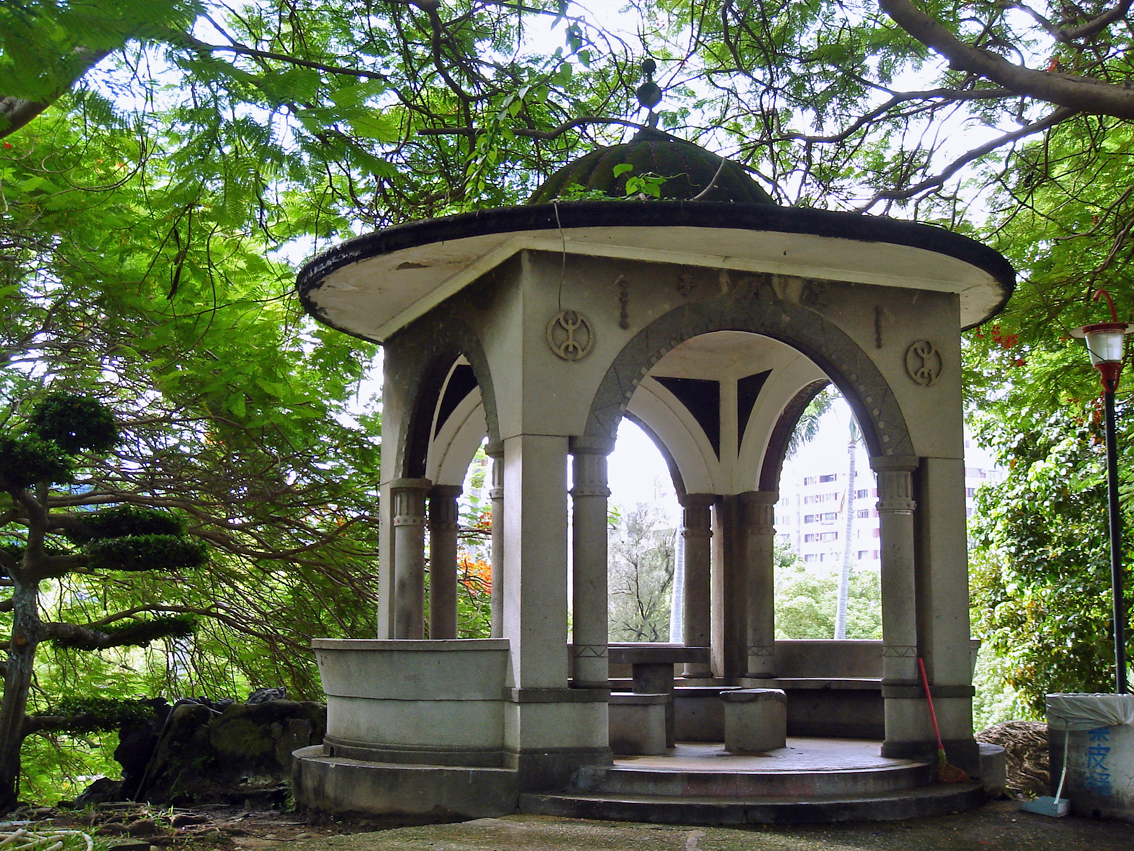
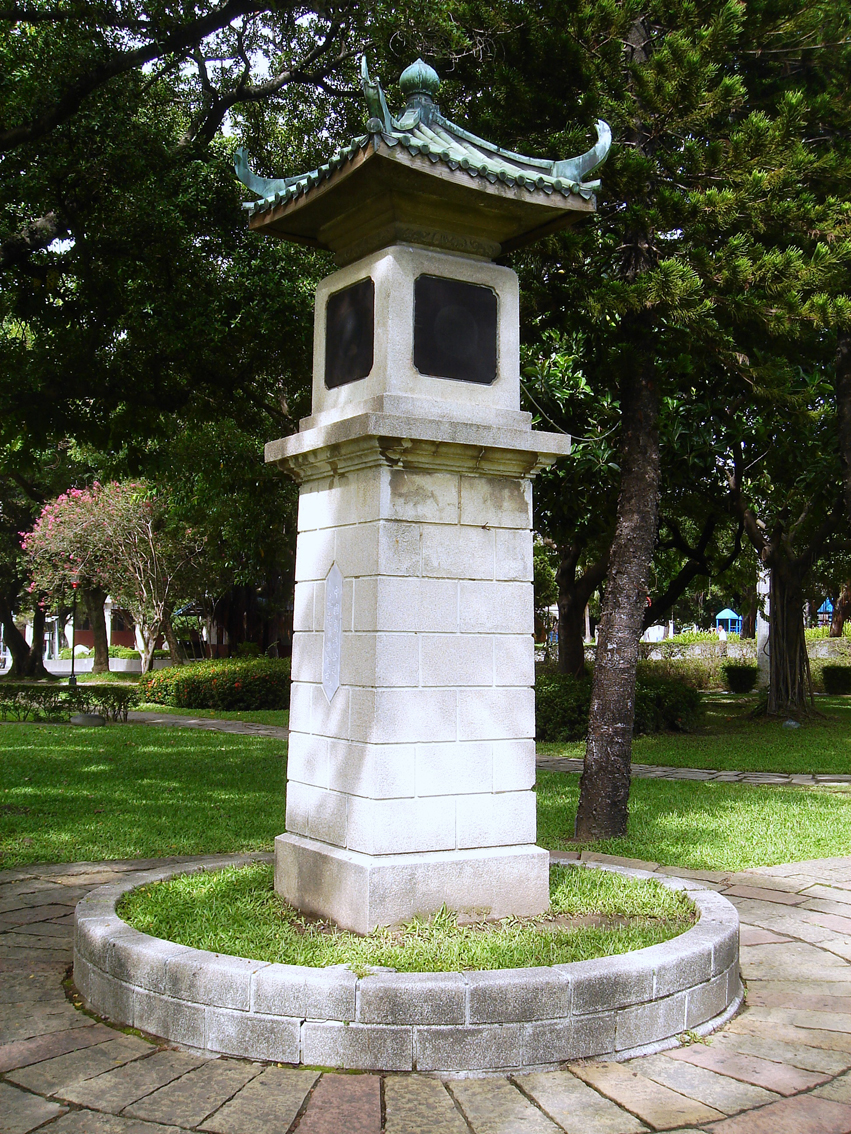
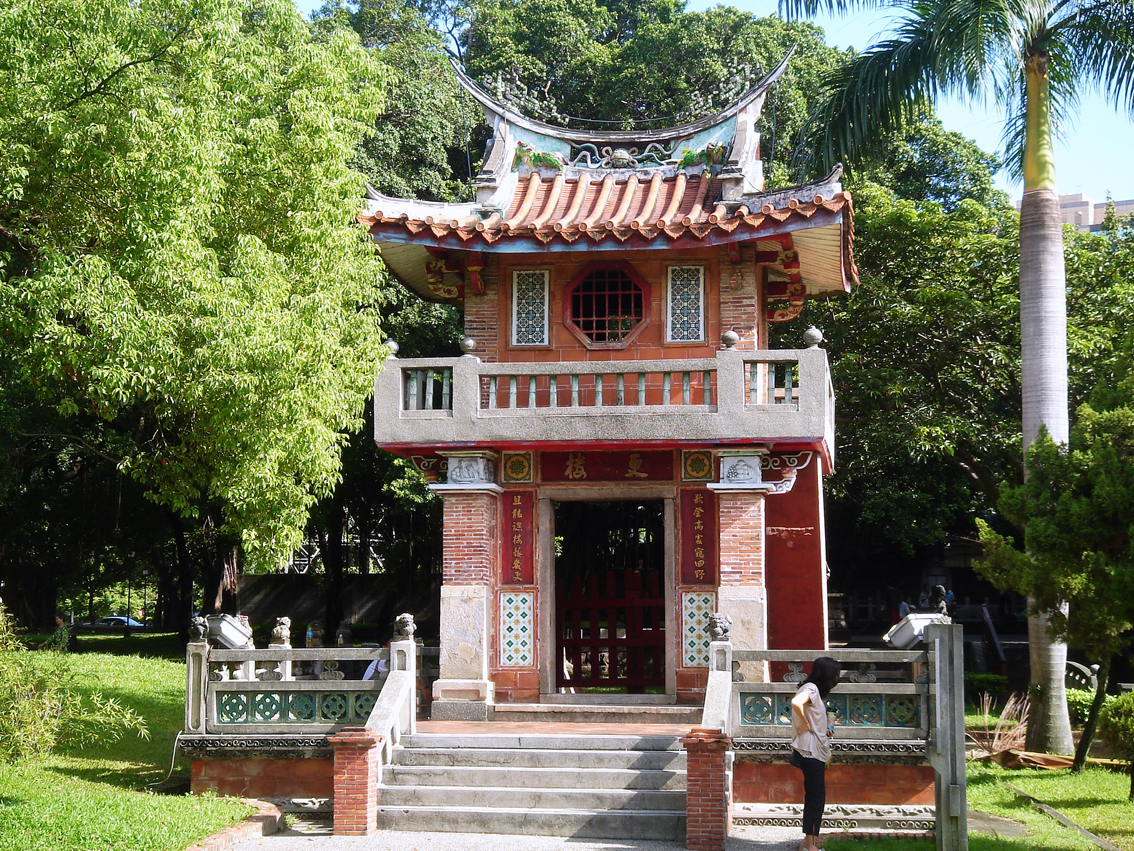
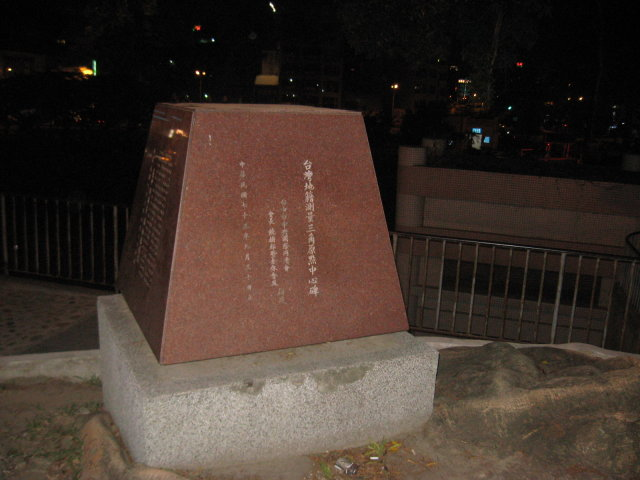
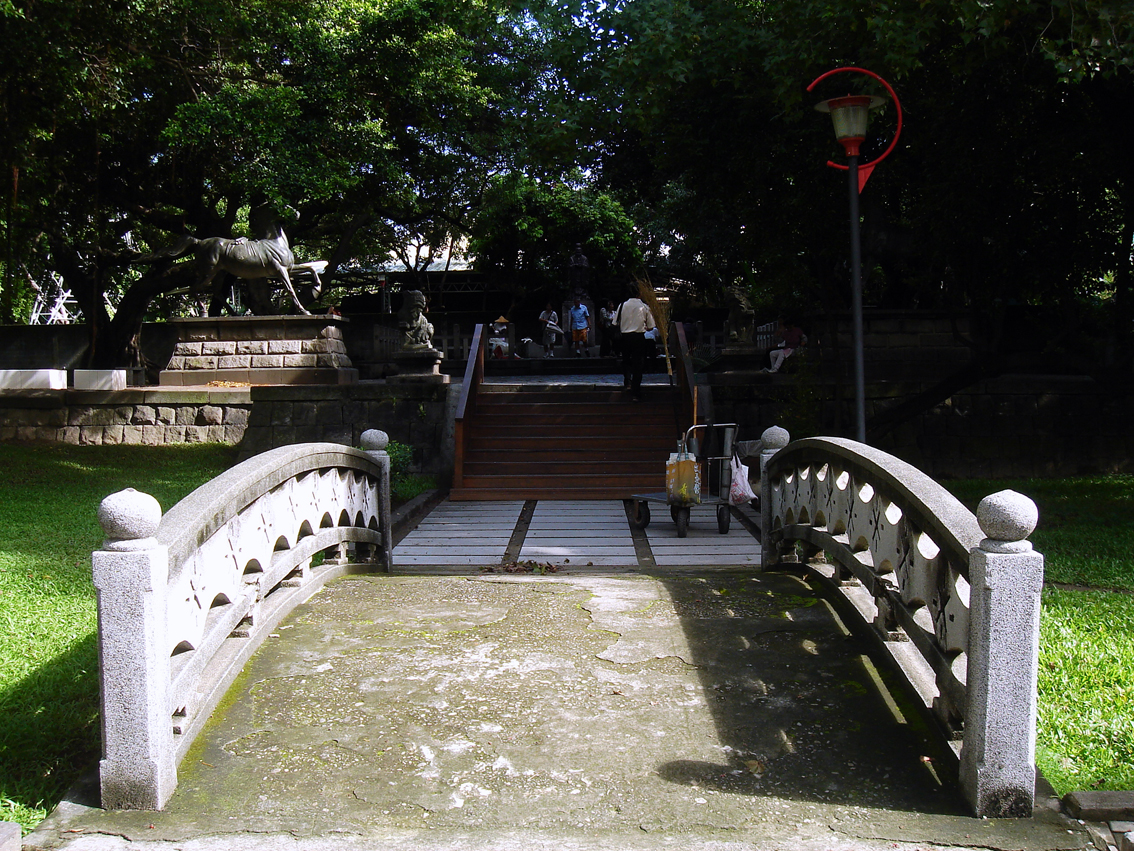